# Cantigamente n.º 2
Cantigamente Nº 2 (1975), longa-metragem portuguesa de António Pedro Vasconcelos, é o segundo filme da série Cantigamente, produzida pelo Centro Português de Cinema para a RTP.

## Sinopse
As décadas de trinta e quarenta: a desmontagem do fascismo através da produção no cinema e no teatro. A Canção de Lisboa, Maria Papoila, a A Aldeia da Roupa Branca. O teatro de revista, o Parque Mayer e a sua música (O Fado do 31). Os gémeos Melo em rábula à Mocidade Portuguesa. O atentado â bomba contra Salazar perpetrado pelo anarquista Emídio Santana e seus amigos. A oposição ao regime e a revolta na Marinha Grande.